# Samsung Galaxy A01 Core
Samsung Galaxy A01 Core — смартфон початкового рівня на Android Go, розроблений компанією Samsung, що відноситься до серії Galaxy A. Був представлений 21 липня 2020 року. Також в деяких країнах смартфон продається під назвою Samsung Galaxy M01 Core та Samsung Galaxy A3 Core.

## Дизайн
Екран виконаний зі скла, а корпус — з текстурованого пластику.
Знизу знаходяться роз'єм microUSB, динамік, мікрофон та 3,5 мм аудіороз'єм. Зліва розташований слот під 2 SIM-картки і карту пам'яті формату microSD до 512 ГБ, а справа — кнопки регулювання гучності та кнопка блокування.
В Україні Samaung Galaxy A01 Core продавався в 3 кольорах: чорному, синьому та червоному.

## Технічні характеристики

### Апаратне забезпечення
Смартфон отримав процесор MediaTek MT6739 та графічний процесор PowerVR GE8100. Galaxy A01 Core продавався в конфігураціях 1/16, 2/16 та 2/32 ГБ, Galaxy M01 Core — 1/16 та 2/32 ГБ, а Galaxy A3 Core — 1/16 ГБ. В Україні Galaxy A01 Core продавався тільки в версії 2/16 ГБ.
Батарея отримала об'єм 3000 мА·год.
Пристрій отримав 5,3-дюймовий екран типу PLS TFT LCD з роздільною здатністю HD+ (1480 × 720), щільністю пікселів 311 ppi та співвідношенням сторін 18,5:9.
Смартфон має основну ширококутну камеру на 8 Мп з діафрагмою f/2.2, автофокусом і можливістю запису відео в роздільній здатності 1080p@30fps та передню камеру на 5 Мп з діафрагмою f/2.4 та можливістю запису відео у роздільній здатності 720p@30fps.

### Програмне забезпечення
Смартфон був випущений на One UI 2 на базі полегшеної Android 10 (Go Edition).